# Brainrot italiano

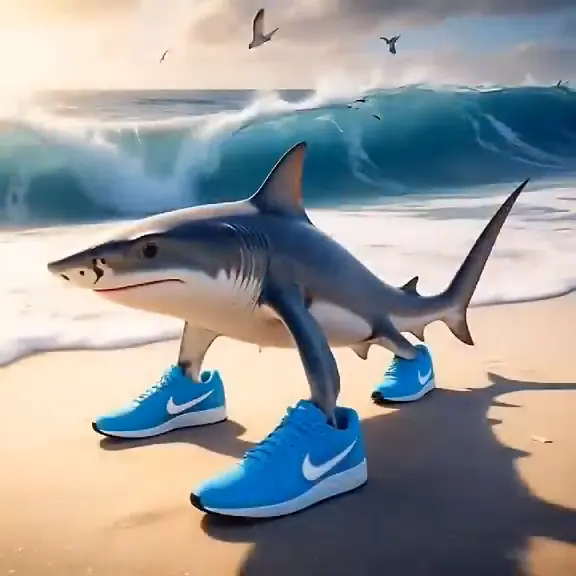
Tralalero Tralala, um tubarão com três pernas e calçados azuis

Brainrot italiano (em inglês: Italian brainrot) é uma série de memes brain rot surrealistas, que surgiu no início de 2025. É caracterizado por fotos absurdas geradas por inteligência artificial, que retratam criaturas com nomes pseudo-italianos. O fenômeno rapidamente se espalhou em redes sociais como TikTok e Instagram, tendo semelhanças a YouTube Poop graças a sua combinação de narrações sintetizadas em "italiano", visuais engraçados e grotescos, e uma narrativa sem sentido.

## Descrição
O brainrot italiano é caracterizado por imagens absurdas ou vídeos criados com inteligência artificial generativa. Geralmente, inclui híbridos de animais com objetos do dia a dia, comidas, armas ou fantasia. Estes objetos recebem nomes italianos ou que soam como tal, ou usam de estereótipos culturais, acompanhados por áudios narrativos em italiano, gerados por IA, que por vezes não fazem sentido. Esses personagens combinam elementos de surrealismo, ansiedade visual (vale da estranheza) e ironia da Internet, refletindo o humor pós-irônico da geração Z.
O termo brain rot, traduzindo-se literalmente para "podridão cerebral", foi a palavra do ano pela Oxford em 2024, refere-se à deterioração do estado mental de um indivíduo quando consumindo online demasiado "conteúdo trivial ou não-desafiador". Também pode se referir ao próprio conteúdo que causa esse efeito. Usuários online frequentemente usam essa nomenclatura para reconhecer o ridículo do brainrot italiano, percebendo ao mesmo tempo, a quantidade crescente de lixo de IA na Internet.
Brainrot italiano foi popularizado pela primeira vez no TikTok com o personagem "Tralalero Tralala", criado em 13 de janeiro de 2025. O criador do vídeo original, eZburger401, apagou sua conta. O primeiro usuário que popularizou os personagens foi noxaasht. Este fenômeno ganhou notoriedade em março de 2025, se propagando pela Indonésia, Estados Unidos, Europa e Brasil. Com este sucesso, marcas como RyanAir e Samsung usaram os personagens para se popularizar e atingir o público da geração Z. Este fenômeno inspirou uma grande variedade de criptomoedas meme altamente voláteis.

## Personagens

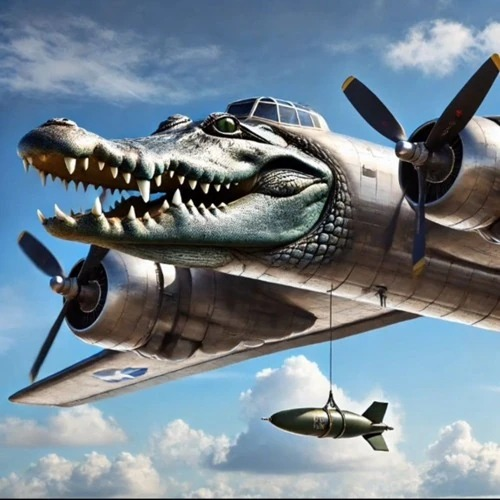
Bombardiro Crocodilo, um bombardeiro com cabeça de crocodilo

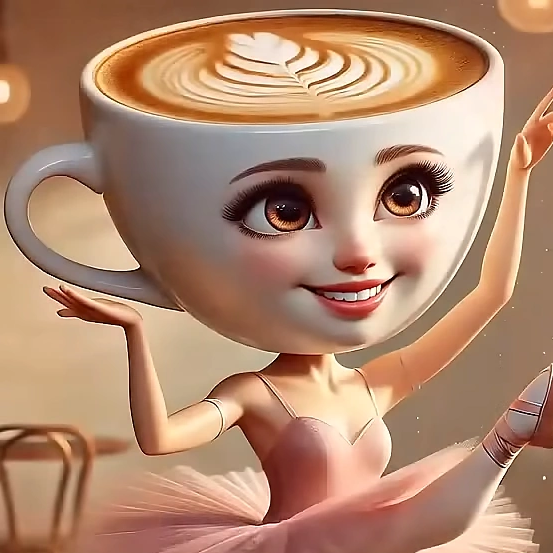
Ballerina Cappuccina, uma bailarina com uma caneca de cappuccino no lugar da cabeça

Este meme tem numerosos personagens graças ao fácil uso de sua criação, utilizando IA generativa. O primeiro personagem viral fora "Tralalero Tralala", um tubarão com três pernas e calçados Nike azuis. O tubarão é frequentemente retratado pulando ou lutando contra "Bombardino Crocodilo", um avião bombardeiro com cabeça de crocodilo, com a frase "Tralalero tralala" sendo repetida. Com essa imagem, o meme se espalhou e popularizou rapidamente.
"Tung Tung Tung Sahur" é um boneco de madeira antropomórfico, segurando um taco de beisebol. O "Tung Tung Tung" no nome do personagem é uma referência onomatopeica ao bater dos tambores na Indonésia, significando o início do Suhur. O personagem foi criado originalmente por noxaasht em fevereiro de 2025, e tornou-se um fenômeno a parte. "Boneca Ambalabu" é uma rã de árvore com pernas humanas, e um pneu de carro no lugar do corpo, e "Lirili Larila" é um híbrido entre um cacto e um elefante, usando sandálias. A locução da personagem é poética e cantada. "Chimpanzini Bananini" é um chimpanzé com corpo de banana. "Brr Brr Patapim" é uma árvore antropomorfizada, com pés e nariz grandes. "Brasilini Birimbini" é um Berimbau que usa óculos escuros.
"Ballerina Cappuccina" é uma bailarina com uma xícara de cappuccino no lugar da cabeça, vestindo um tutu e sapatilhas de balé. A personagem enfatiza o absurdo do gênero por combinar o incompatível: um objeto do dia a dia e a imagem de uma dança clássica. Ela é casada com um ninja chamado "Cappuccino Assassino", um copo de cappuccino com roupa de samurai segurando duas catanas. O meme original continha a personagem fazendo uma pirueta graciosamente. Os personagens "Tralalero Tralala" e "Bombardino Crocodilo" foram acusados de ser islamofóbicos, visto que a narração dos memes zombam de Alá em italiano, embora alguns usuários italianos disseram se tratar apenas de blasfêmia, sem objetivo de ataque. "Bombardino Crocodilo", por outro lado, foi criticado por fazer pouco caso do genocídio na Faixa de Gaza, com alguns vídeos usando áudios fazendo piada sobre o avião bombardear crianças em Gaza e Palestina. Notavelmente, o áudio "Hotspot Bro" também foi utilizado pela conta de TikTok do Partido Democrata Americano em um meme contra Elon Musk, fato esse apontado pela mídia italiana.